# Rafiq Hariri
Pour les articles homonymes, voir Hariri.
Rafiq Hariri ou Rafic Hariri (en arabe : رفيق الحريري), né le 1er novembre 1944 à Saïda et mort assassiné le 14 février 2005 à Beyrouth, est un homme d'affaires et homme d'État libanais, président du Conseil des ministres à deux reprises.
Musulman sunnite, il fait fortune en Arabie saoudite, pays dont il possède la nationalité, puis au Liban, avant de diriger cinq gouvernements au Liban entre 1992 et 2004, notamment de 1992 à 1998 puis de 2000 à 2004. 
Son assassinat spectaculaire en 2005 est à l'origine de la révolution du Cèdre, qui conduit au départ des troupes syriennes du Liban.

## Biographie

### Jeunesse, famille et vie privée
Fils d'un ouvrier agricole, il effectue ses études à Saïda, puis il obtient un diplôme de hautes études commerciales de l'université arabe de Beyrouth en 1964. Il milite quelque temps au sein du Mouvement nationaliste arabe de Georges Habache. Père de sept enfants, il se marie à deux reprises, d'abord avec Nida Bustani en 1965, Irakienne dont il divorce par la suite. Il a 3 fils avec cette dernière : Bahaa, Saad et Houssam. En 1976, il épouse Nazik Audi avec laquelle il a 4 autres enfants, dont Fahed.
Sa sœur cadette, Bahia Hariri est également engagée en politique,.

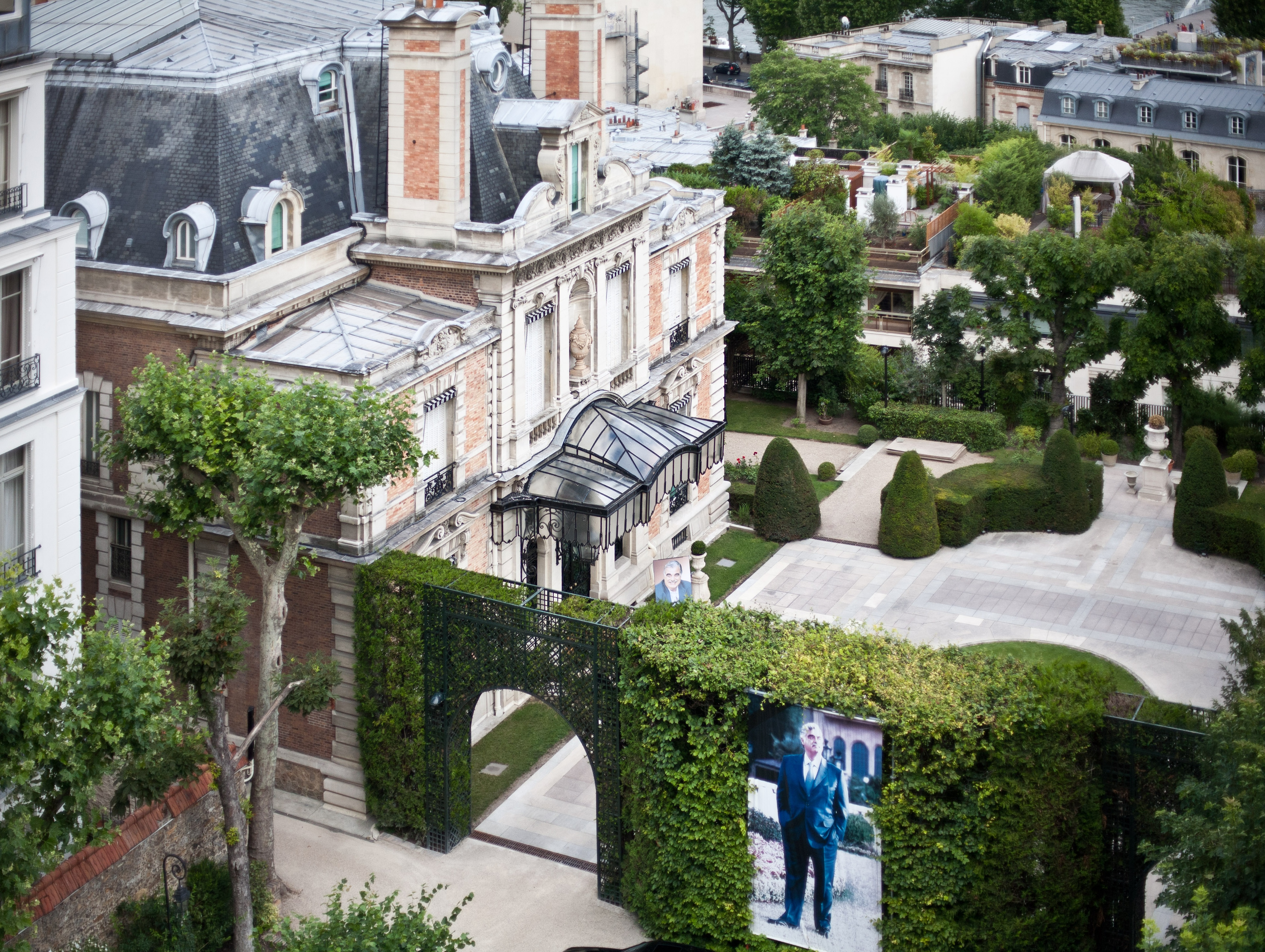
Ancienne résidence de Rafiq Hariri à Paris, 5 place d'Iéna.

### Carrière professionnelle dans les affaires
Il quitte le Liban à 18 ans pour l'Arabie saoudite, où il est successivement professeur de mathématiques, puis promoteur dans la construction pétrolière. En 1977, le roi Khaled le charge de construire le palais de Taïf, qu'il bâtit en moins de six mois, ce qui lui vaut la confiance du prince héritier d'alors, le futur roi Fahd. Il devient alors très prospère.
En 1979, il rachète la société française d'ingénierie Oger, fondée en 1950 par Marcel Oger, qui devient Oger international, basée à Paris, filiale de Saudi Oger. Oger reconstruit une grande partie de Beyrouth à la fin de la guerre civile libanaise dans les années 1990. Pour les besoins de ses affaires, il se lie avec Johnny Abdo, chef des services de renseignement de l'armée libanaise, qu'il l'aide durant les années de guerre à commercer avec plusieurs camps à la fois, dont la Syrie. À la tête d'une immense fortune, estimée entre 4  et   10 milliards de dollars, le « maître de Koraytem » est présent dans des domaines aussi variés que la banque, particulièrement la Banque Méditerranée fondée par Joseph Abdo Khoury, l'immobilier (Fradim), l'industrie, le BTP (ETI) et les médias (World Audio-Visual Enterprise Holding SA Luxembourg). Il avait, au Liban, sa propre chaîne de télévision, Future TV et lance le quotidien Al-Mustaqbal (en) en 1999. Fin décembre 1994, Rafiq Hariri rachète à son président-fondateur Raghid El Chammah l'ensemble du réseau de radiodiffusion de Radio Orient en France et au Liban.[réf. nécessaire]

### Carrière politique au Liban et présidences du Conseil des ministres

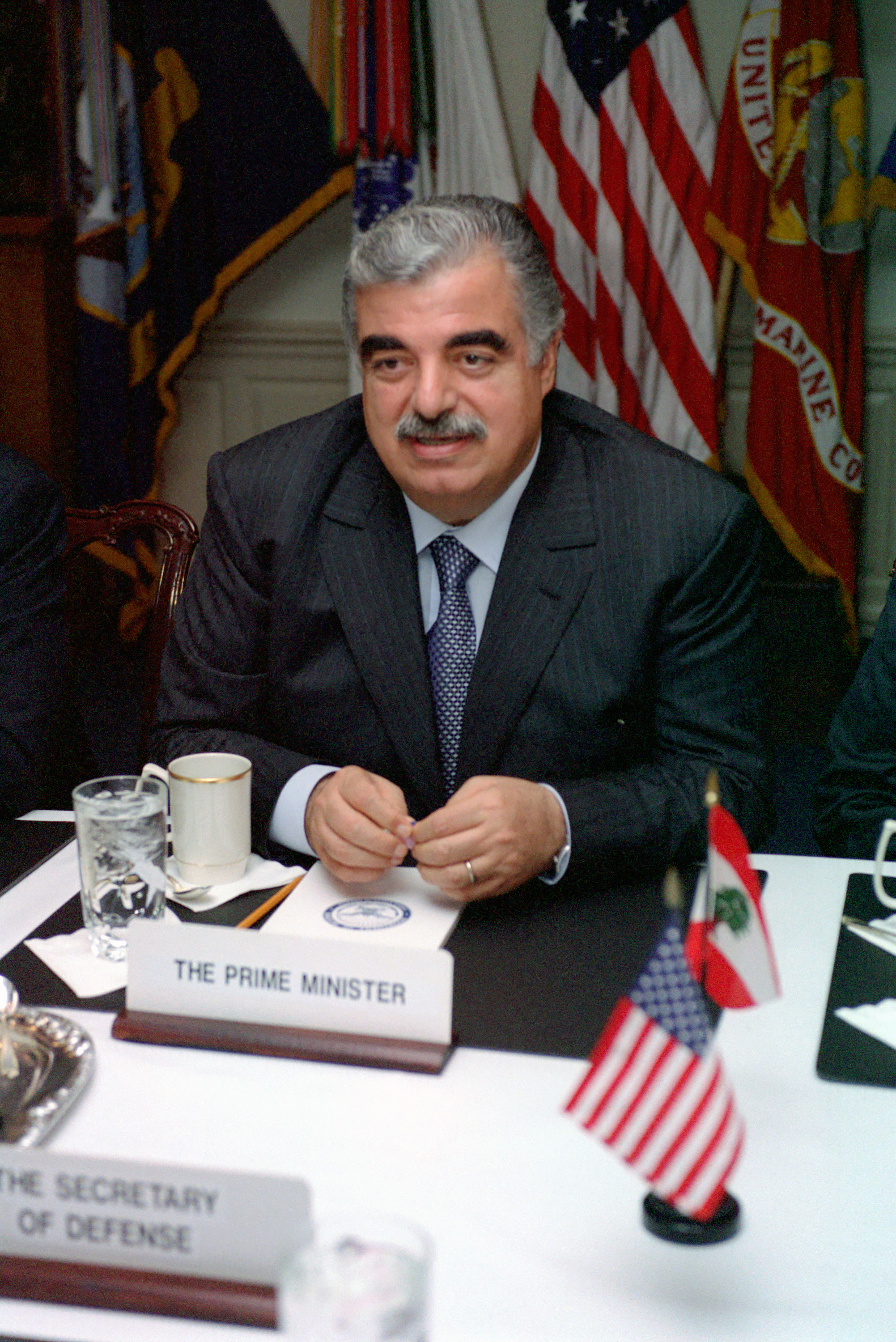
Rafiq Hariri lors d'une réunion au Pentagone, États-Unis, 2001.

Il entre dans la vie politique libanaise où il représente les intérêts saoudiens et est un allié des Occidentaux, Rafiq Hariri est nommé à la tête de cinq gouvernements entre 1992 et 2004 : il est président du conseil du 31 octobre 1992 au 2 décembre 1998, puis du 23 octobre 2000 au 21 octobre 2004. À ce poste, il met son carnet d'adresses au service de son pays parfois dans un contexte politico-financier trouble. Il confie ainsi souvent les travaux dans la construction ou le traitement des déchets à des proches liés à l'Arabie saoudite. Il entretient alors des relations étroites avec le président français Jacques Chirac.

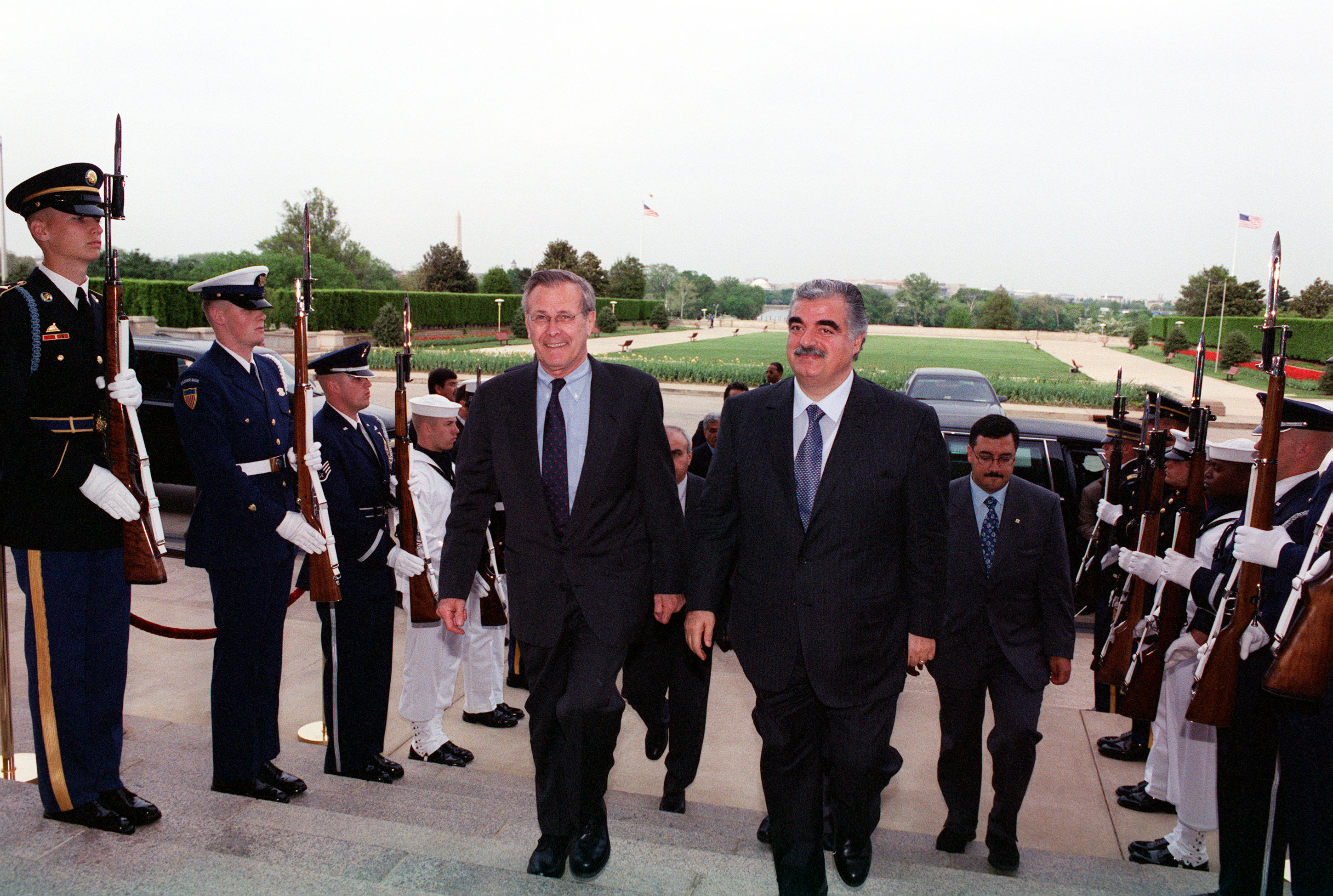
Rafic Hariri au Pentagone en 2002.

Opposant à l'influence du gouvernement syrien sur son pays à partir de la fin de l'année 2004, il démissionne de son poste de président du conseil en octobre 2004, à cause de tensions avec le président Émile Lahoud, considéré comme une marionnette des Syriens. Il signifie son intention d'unifier les parlementaires d'opposition, dont il devient une composante importante, en vue des élections législatives devant se tenir l'année suivante.
Le président syrien Bachar el-Assad le suspecte de militer auprès de l'ONU pour qu'une résolution soit décidée au sujet du désarmement du Hezbollah et l'évacuation du Liban par l'armée syrienne (elle le sera le 2 septembre 2004, résolution n°1559). Le 26 août 2004, alors qu'il reçoit Rafiq Hariri à Damas, il menace de « briser le Liban sur [sa] tête », propos confirmés par Jacques Chirac dans ses mémoires.

### Organisation non gouvernementale
En 2002, Rafiq Hariri fonde avec Rima Tarabay l'ONG Bahr Loubnan, l'association a pour but de préserver la biodiversité, de lutter contre la pollution et de promouvoir une gestion durable du littoral et de la mer,.

## Assassinat

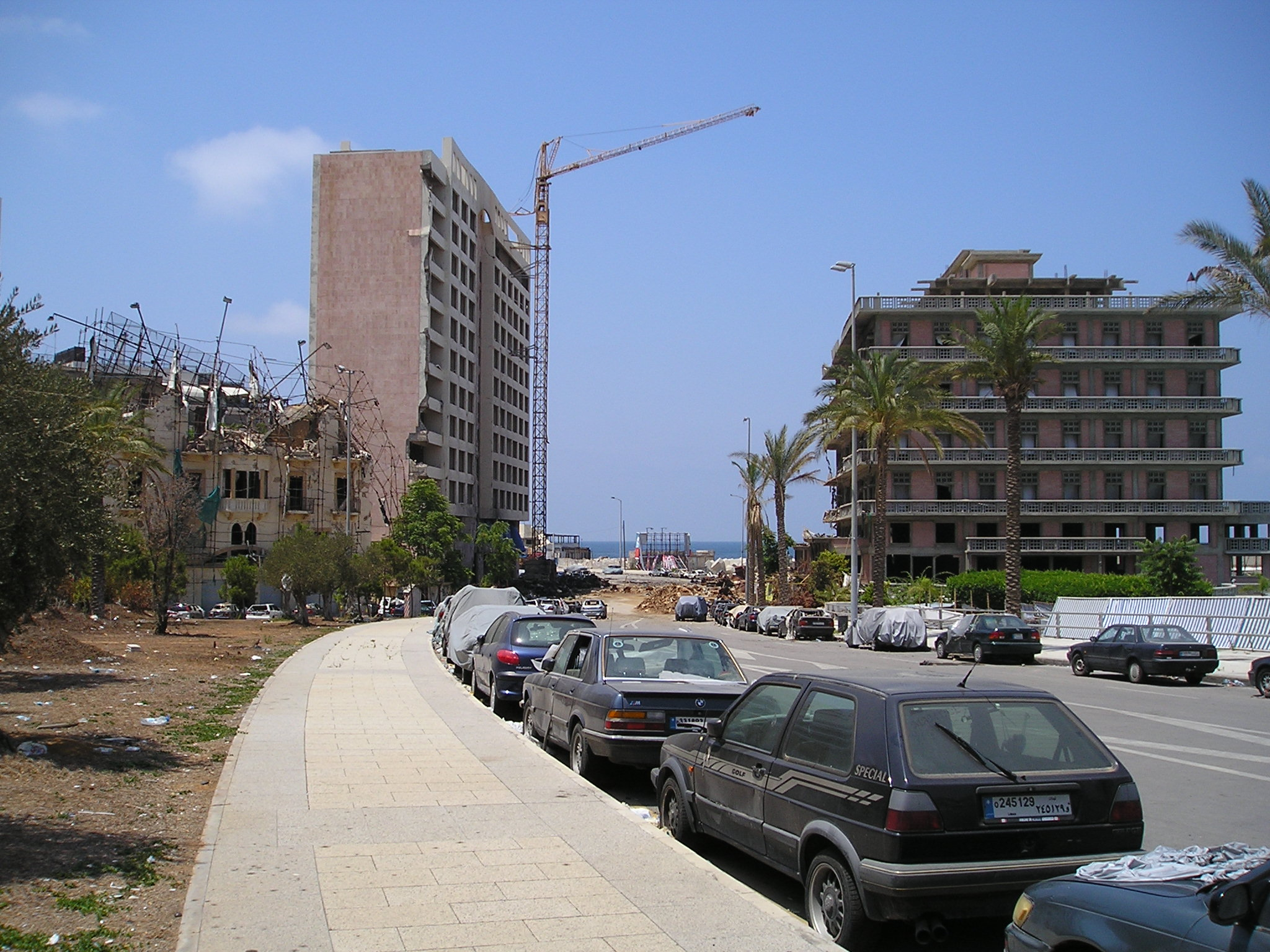
Rue Minet al-Hosn où Hariri a été tué.

### L'attentat
Le 14 février 2005, malgré le blindage de son véhicule, un attentat-suicide commis par une camionnette contenant une seule charge explosive de 1 800 kg, composée d'un mélange de RDX, PETN et TNT le tue en même temps qu'une vingtaine de personnes et blesse une centaine de passants sur la route du bord de mer de Beyrouth, à proximité de l'hôtel Saint-Georges. Les services de renseignements syriens sont vite montrés du doigt par l'opposition et une partie de la population. Selon certains témoignages (du chef druze Walid Joumblatt et de la journaliste américaine Lara Marlowe (en) avec qui Hariri s'est entretenu), il aurait reçu des menaces de la part de la Syrie. En décembre 2005, l'ancien vice-président syrien Abdel Halim Khaddam confirme ces accusations :
«  Selon ces témoignages, Hariri rappela à M. Assad son engagement de ne pas prolonger le mandat de M. Lahoud, et M. Assad répondit qu'il y avait eu un changement de politique et que la décision avait déjà été prise. Il a ajouté que M. Lahoud devrait être vu comme son représentant personnel au Liban et que « s'opposer à lui est équivalent à s'opposer à Assad lui-même ». Il ajouta alors qu'il (M. Assad) « préférerait casser le Liban sur les têtes de Rafic Hariri et (du leader druze) Walid Joumblatt que de voir sa parole au Liban rompue ». Selon ces témoignages, M. Assad a alors menacé M. Hariri et M. Joumblatt de rétorsions physiques. La rencontre aurait duré une dizaine de minutes et c'était la dernière fois que M. Hariri devait voir M. Assad. Après cette réunion, M. Hariri a dit à ses partisans qu'il n'avait guère d'autre choix que de soutenir la prorogation du mandat Lahoud. Cette commission a aussi reçu d'autres témoignages de menaces faites à M. Hariri par des membres de services de sécurité dans le cas où il ne voterait pas en faveur de la prolongation ou « s'il pensait simplement à quitter le pays ». Rapport de la commission Fitzgerald, 24 mars 2005.  »

### Conséquences
Hariri était personnellement proche de la famille royale saoudienne. Il bénéficiait à ce titre de la double nationalité libano-saoudienne. Il avait fait profiter de ses largesses de nombreuses associations et fondations qui aidaient les Libanais. C'est à partir de ses dons qu'il avait su se bâtir un électorat fidèle qui, à sa mort, proteste vigoureusement contre ses adversaires politiques. L'assassinat de Hariri est aussi ressenti au-delà des traditionnelles barrières communautaires et religieuses. Cette réprobation fait descendre une grande partie de la population libanaise dans les rues de Beyrouth à l'occasion de la manifestation du 14 mars.
Cet assassinat marque le début de ce que certains appellent la Révolution du Cèdre, qui conduit au départ de la totalité des troupes syriennes fin avril 2005.
Sa dépouille est inhumée dans un mausolée situé sur la place des Martyrs, au pied de la mosquée dont il a financé la construction.
En avril 2005, son deuxième fils Saad décide de se lancer dans la carrière politique et y rejoint sa tante Bahia Hariri.

### Enquête et procès

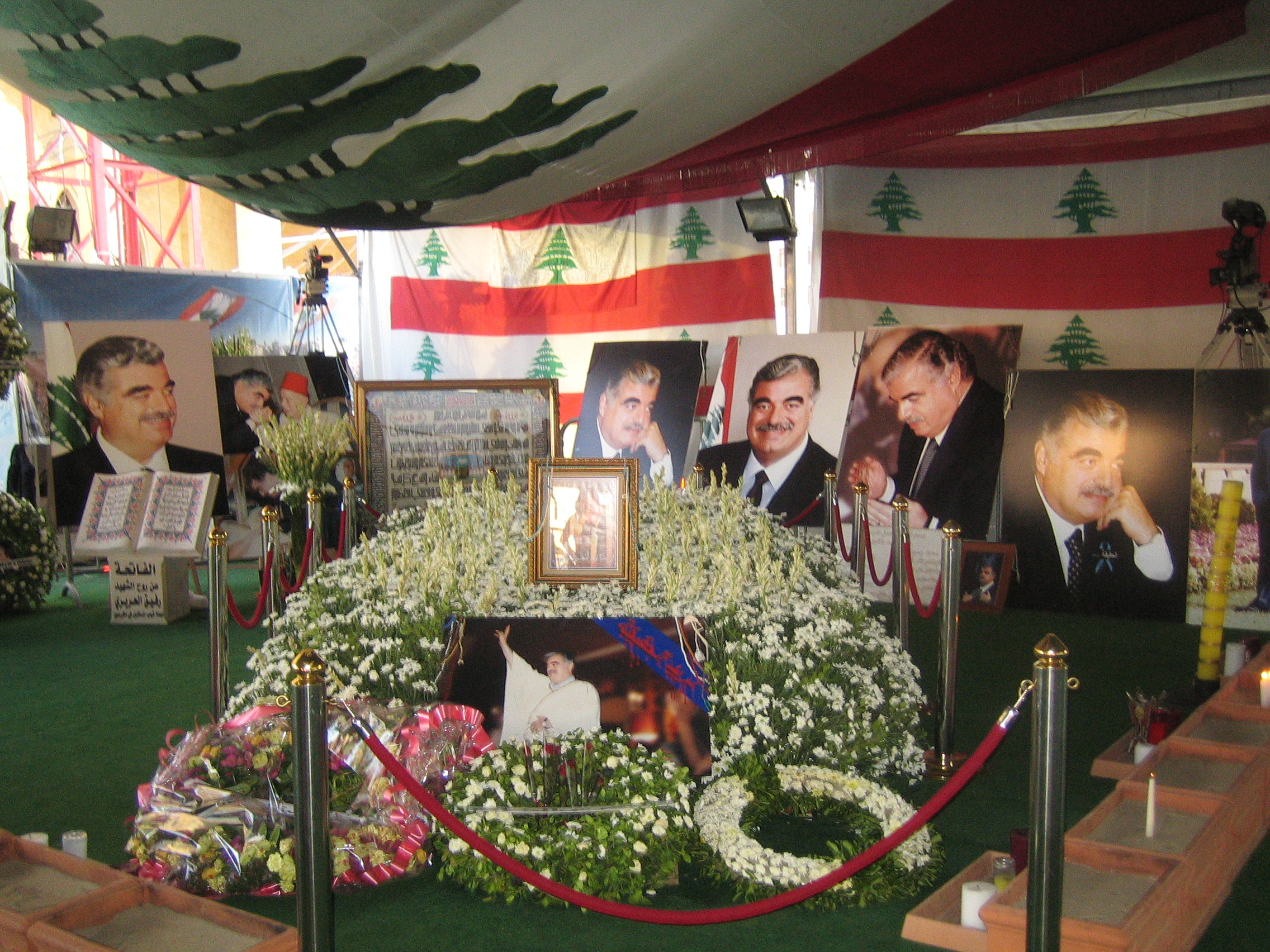
Mémorial de Hariri.

Le 1er septembre 2005, sur la proposition du procureur allemand Detlev Mehlis (en), agissant dans le cadre d'une enquête internationale mandatée par l'Organisation des Nations unies (ONU) à la demande de la France, le procureur général de la république libanaise Saïd Mirza procède à l'incarcération de quatre suspects repérés grâce à leur téléphone mobile : Moustapha Hamdane (chef de la garde présidentielle), Jamil Sayyed (ancien chef de la sûreté générale), Ali El-Haj (ex-directeur des forces de sécurité intérieures) et Raymond Azar (chef des services de renseignement de l'armée).
Le 20 octobre, Mehlis remet son premier rapport au secrétaire général des Nations unies Kofi Annan. Ce rapport, basé sur des témoignages anonymes, fait état d'une entente entre plusieurs hauts responsables syriens et libanais en vue de l'assassinat de Rafiq Hariri. Ce rapport est critiqué par le gouvernement syrien comme étant orienté politiquement contre lui et dénué de preuves tangibles. La rétractation du principal témoin de la commission d'enquête internationale, Hussam Taher Hussam, déclarant avoir été payé par Saad Hariri pour figurer comme principal témoin à charge contre les autorités syriennes, affaiblit le rapport Mehlis. Le rapport Mehlis se défend en déclarant que Hussam a été manipulé par la Syrie,.
Un autre élément ayant jeté un discrédit[réf. nécessaire] sur l'enquête menée par Mehlis est l'affaire du témoignage Mohamed Zouheir Siddiq (présenté pendant un temps de l'enquête comme témoin principal par l'équipe de Mehlis). Ce dernier qui avait prétendu être un membre important des services secrets syriens au Liban, n'avait été en fait qu'un simple chauffeur d’un général syrien et il était recherché pour détournement de fonds[réf. nécessaire]. Mohamed Zouheir Siddiq a été arrêté en France en octobre 2005 à la demande du procureur libanais Saïd Mirza en coordination avec la commission d'enquête. La France refuse cependant son extradition au Liban. Le 13 mars 2008, la France prétend via son ministre des Affaires étrangères Bernard Kouchner avoir « perdu » Zouheir Siddiq. Certains y voient le signe d'un embarras face à l'effondrement de la thèse de l'implication syrienne.
Début décembre 2005, sous la pression de George W. Bush et Jacques Chirac qui menacent la Syrie de sanctions en cas de non-collaboration à l'enquête, Bachar el-Assad accepte que cinq responsables syriens soient entendus par les enquêteurs de l'ONU, tout en continuant à nier toute implication de la Syrie dans cette affaire.
Le 29 décembre, le Belge Serge Brammertz, procureur adjoint à la Cour pénale internationale succède à Detlev Mehlis, dont le mandat expire le 15 décembre et qui ne souhaite pas être reconduit dans ses fonctions. Kofi Annan officialise la nomination. C'est le précédent président de la commission qui avait proposé Brammertz pour le remplacer.

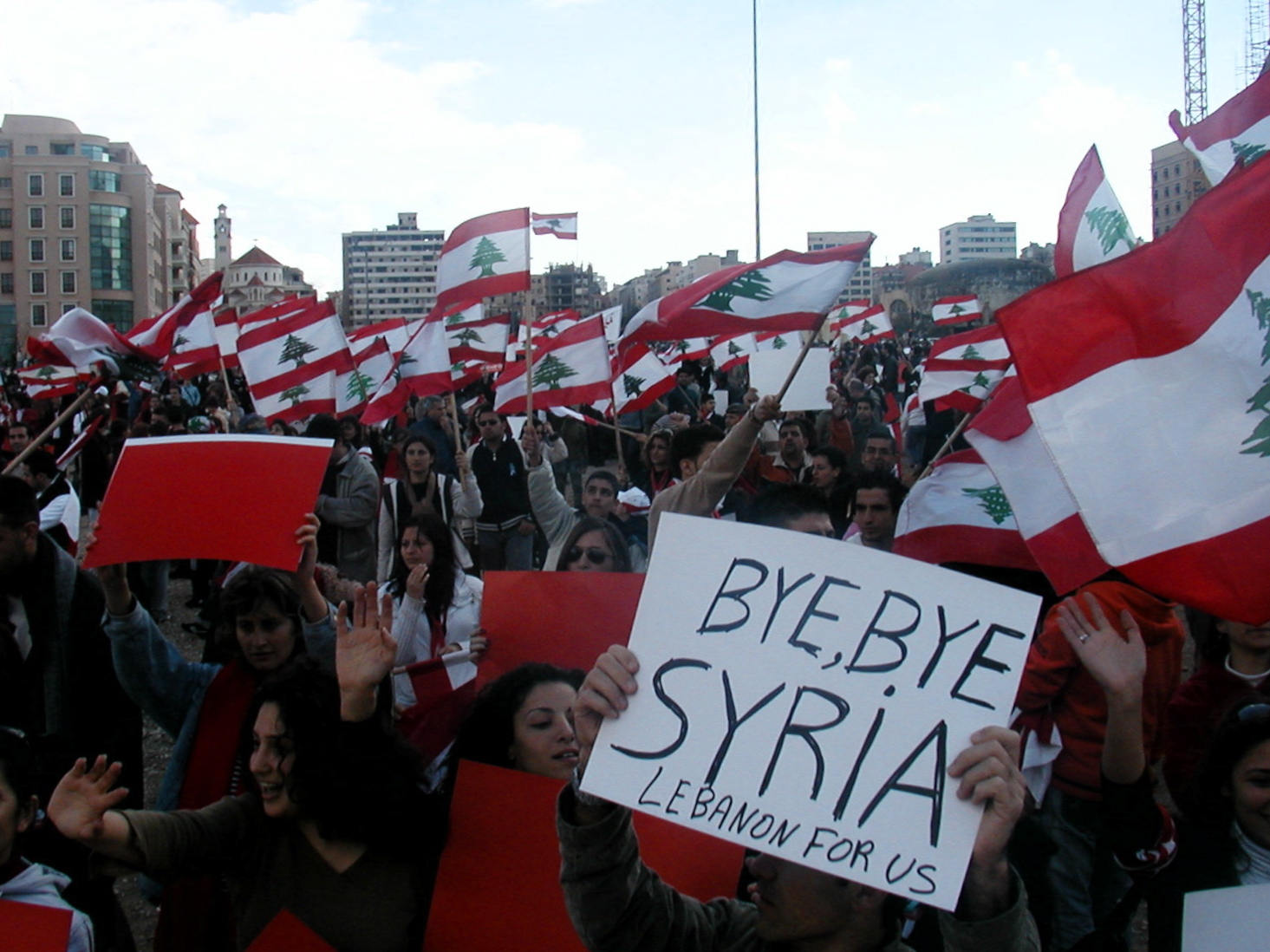
Manifestation anti-syrienne après l'attentat contre Rafiq Hariri à Beyrouth.

Le 30 mai 2007, le Conseil de sécurité de l'ONU décide de justesse, par 10 voix sur 15, la création d'un tribunal spécial chargé de juger les assassins d'Hariri.
Le huitième rapport rendu public par la commission d'enquête de l'ONU consacrée à l'assassinat de Rafiq Hariri en juillet 2007 a fourni plusieurs informations nouvelles sur l'organisation de cette attaque.
En 2008, un capitaine des Forces de sécurité intérieure libanaises, Wissem Eid, expose devant le nouveau procureur de l'ONU Daniel Bellemare et des enquêteurs de l'ONU une longue enquête sur les réseaux de téléphonie mobile utilisés par les assassins d'Hariri. L'identification de ces réseaux met en cause la branche militaire du Hezbollah, dont certains membres étaient en relation avec les terroristes ayant piloté à distance la camionnette transportant la bombe. Le 25 janvier 2008, peu après cette rencontre, le capitaine est tué dans un attentat visant sa voiture.
Le Tribunal spécial des Nations unies pour le Liban (TSL), chargé de juger l'assassinat de Hariri, a officiellement entamé le 1er mars 2009 le début de l'instance judiciaire dans la localité de Leidschendam, dans les environs de La Haye.
Le 29 avril 2009, le TSL ordonne la remise en liberté de Hamdane, Sayyed, al-Haj et Azar car, depuis leur incarcération 3 ans et 8 mois plus tôt, aucun élément n'a été obtenu pour justifier ces incarcérations.
Le 10 août 2010, à l'occasion d'une vidéoconférence, Hassan Nasrallah, chef du Hezbollah libanais, accuse Israël d'avoir organisé et perpétré l'assassinat de Rafiq Hariri. Il montre des images « interceptées » par son mouvement, prises par un avion de reconnaissance de type MK. On y voit le détail de la résidence de Rafiq Hariri à Beyrouth, les routes à proximité du Parlement, et celles longeant le bord de mer près duquel a eu lieu l'attentat. Les images ne sont pas datées, et ne présentent pas d'indice permettant d'établir un lien clair avec Israël. Hassan Nasrallah reconnaît qu'il ne s'agit pas de preuves « concluantes », mais espère que ces « données » serviront à découvrir la vérité. Il rappelle que personne n'explore la piste d'Israël, et dit « ne pas avoir confiance en le tribunal de l'ONU ».
Le 19 octobre 2010 a lieu au camp militaire du Poteau à Captieux dans les Landes une reconstitution de l'attentat demandée par le Tribunal spécial pour le Liban et dirigée par le procureur canadien Daniel Bellemare. Les autorités françaises maintiennent la presse à l'écart et s'assurent qu'aucune photographie n'est prise de l'explosion. L'armée française reconstruit les bâtiments environnants à l'identique, utilise de la terre prélevée à Beyrouth et rassemble des véhicules du même modèle que ceux impliqués dans l'attentat, les victimes étant remplacées par des veaux préalablement anesthésiés provenant d'exploitations agricoles voisines,. Une charge de 2 500 à 3 000 kg de TNT est déclenchée vers 17 h en présence d'une centaine d'experts internationaux. Les experts français en explosifs, en pointe dans l'enquête, en tirent "un remarquable retour d'expérience". L'explosion provoque cependant la mort d'un gendarme et un incendie de forêt qui détruit 100 ha de pinède.
Selon l'hebdomadaire russe Odnako, relayé avec prudence par Al-Manar, l'Allemagne serait impliquée dans l'attentat contre Hariri[source insuffisante].
Le 28 novembre 2010, parmi les révélations de télégrammes de la diplomatie américaine par Wikileaks se trouve une affirmation du directeur des services de renseignements égyptiens Omar Souleiman selon laquelle la Syrie veut « désespérément » que l'enquête du Tribunal cesse.
Le 15 janvier 2011, selon le site d'information américain Newsmax, repris par l’agence italienne Adnkronos, des médias libanais, et la presse israélienne,, le Tribunal spécial pour le Liban (TSL) mettrait en cause l'Iran et son Guide suprême de la Révolution islamique, l'Ayatollah Ali Khamenei.
Le 1er juillet 2011, le ministre de l'Intérieur libanais Marwan Charbel donne les noms de quatre suspects du Hezbollah cités dans les mandats d'arrêt émis le 30 juin par le tribunal de l'ONU enquêtant sur l'assassinat de Rafiq Hariri, à savoir Moustafa Badreddine, Salim Jamil Ayyash (en), Assad Sabra et Hussein Anaissi (ou Oneissi).
Le 16 janvier 2014, le Tribunal spécial pour le Liban ouvre ses audiences en l'absence des accusés, cinq membres du Hezbollah jugés par contumace et qui n'ont jamais été arrêtés. En 2015, dix ans après l'assassinat, cette affaire continue de diviser la politique libanaise alors que de nouveaux témoignages mettent en cause le rôle des services secrets syriens.
Le verdict du Tribunal spécial devait être initialement rendu le 7 août 2020, mais est repoussé au 18 août suivant en raison des explosions au port de Beyrouth survenues le 4 août 2020. Le chef du Hezbollah Hassan Nasrallah annonce le 14 août qu'il ne reconnaitra pas le verdict.
Le 18 août 2020, le Tribunal spécial déclare Salim Ayache, membre présumé du Hezbollah, coupable de l'assassinat de l'ancien Premier ministre libanais Rafiq Hariri. En revanche, les trois autres suspects accusés, Hassan Merhi, Hussein Oneissi et Assad Sabra, également membres présumés du Hezbollah, sont acquittés par le Tribunal,,.
En 2022, la chambre d'appel du TSL casse le précédent verdict d'acquittement et prononce à l'unanimité la condamnation à la prison à perpétuité des deux derniers accusés : Habib Merhi et Hussein Oneissi, pour avoir distribué une vidéo contenant une fausse revendication de l'assassinat,.

## Décorations
- Grand-croix de la Légion d'honneur Il est élevé à la dignité de Grand-croix le 5 avril 1996 par le président Jacques Chirac[46]